# Apogonia squamosetosa
Apogonia squamosetosa är en skalbaggsart som beskrevs av Moser 1913. Apogonia squamosetosa ingår i släktet Apogonia och familjen Melolonthidae. Inga underarter finns listade i Catalogue of Life.